# モルディブフィッシュ

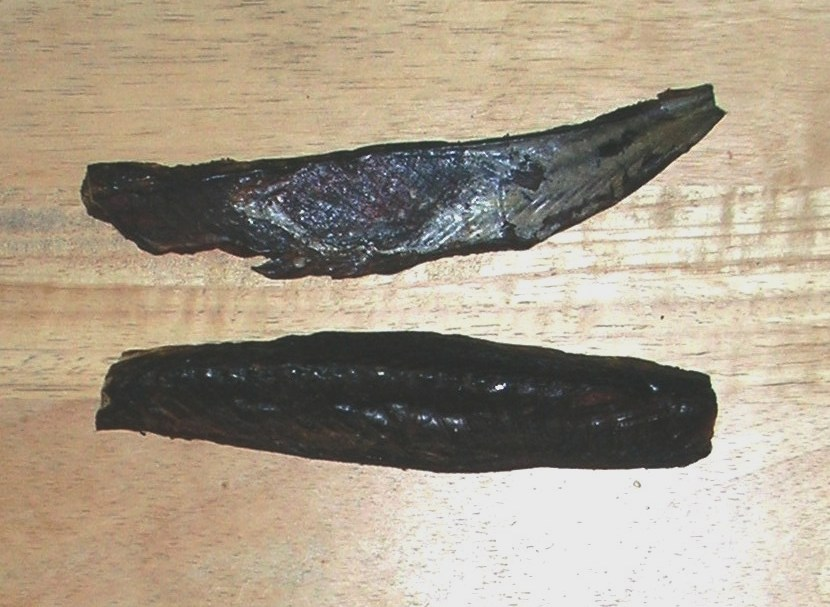
工業生産されたモルディブフィッシュ2切れ

モルディブフィッシュ（ディベヒ語: ވަޅޯމަސް、英語: Maldive fish）とは、モルディブで伝統的に生産されている、マグロを乾燥させて固くさせた食品である。日本の鰹節に似ている。モルディブ料理やスリランカ料理、南インドに位置するラクシャドウィープやケーララ州、タミルナードゥ州における料理の定番食材であり、かつてはモルディブからスリランカへの主要な輸出品の一つであった。
モルディブフィッシュは非常食として作れていたもので日常的に食べる食品ではない。モルディブではヒキマスと呼ばれ、半乾きの生り節であるワローマスも食べつくした際の食料であった。
モルディブ諸島やラクシャドウィープ周辺のインド洋では、カツオやキハダマグロ、タイセイヨウヤイト、ヒラソウダなどの遠洋魚が豊富に獲れる。これらの魚はすべて、モルディブの人々の主な食料源および収入源として、伝統的にモルディブで加工されてきた。

## 加工方法
晴れた夜、漁師はカツオの大きな群れをとらえると、簡素な竹の竿を使って2〜3時間の間に約600〜1,000匹の魚を捕獲する。
それらはすべて伝統的な手法に従い、内臓を取り、皮を剥き、えらと内臓の一部は捨てられる。そして頭と背骨を取り除き、腹の部分を切り離された後、「アリ」と呼ばれる4つの縦の一片に分割される。大きなキハダマグロの場合、一片はさらに分割される。
これらは木のような外観になるまで、煮沸、燻製、天日乾燥によって処理される。このような過程を経ることで、冷蔵をせずとも無期限の保存が可能になり、魚を保存して保管する他の方法がなかった時代には重用された。

## 派生製品
かつては、モルディブフィッシュはアリと呼ばれる一つの塊単位で販売されていた。これはちょうど削られる前の鰹節の塊のようなものである。
傷んだ部分は、塊が細かい破片に粉末化されるまで、巨大な乳鉢と乳棒で叩き砕かれた。完成品は、伝統的にはマスフニなどのモルディブ料理の風味付けに利用された。 モルディブフィッシュの製造工程では、リハークルと呼ばれる副産物が生成されるが、これは魚を茹でた後の残りものを材料とする。

## 日本の鰹節との関係
モルディブフィッシュは、日本で広く食されている鰹節に類似している。日本では、江戸時代に荒節にカビ付けをした枯節つくりの技術が成立したが、モルディブフィッシュは鰹節とは異なり、製造過程でカビ付けをしない。世界で最も堅い食品とも称される枯節ほどではないものの、モルディブフィッシュもまた歯がたたないほど堅く、鰹節とおなじようにうまみを持った食品である。また、アラビア人旅行家のイブン・バットゥータが14世紀に書き残した『三大陸周遊記』の記録などから、モルディブでのモルディブフィッシュづくりは日本の鰹節より先行していた可能性があり、鰹節は、中世に琉球王国が行っていた中継貿易を通じて、鰹節製法がモルディブからまずは南西諸島に根付き、その後日本に伝わった とする説もあるが、同時発生か伝播か、ということについては、まだはっきりとわかっていない。

## スリランカ料理での使用
多くのスリランカ料理、特に野菜カレーには、風味を濃厚にしたり、風味を付けたり、タンパク質成分を加えたりするのにモルディブフィッシュが用いられている。また、スリランカ料理の定番であるココナッツサンバルの必須成分でもある。他の料理では、味が少し感じられる程度に少量使用され、うま味を加えている。
粉末マグロは、今日では小さなプラスチックの小包に詰められており、すでに粉砕されている。モルディブフィッシュは多くのスリランカ料理に使用されており、密閉ジャーに無期限に保管されるシニサンバルのように、その強い風味を主成分として保持することもある。